# Steel Meets Steel – Ten Years of Glory
Steel Meets Steel — Ten Years Of Glory (с англ. — «Сталь бьёт о сталь: Десять лет славы») — первый сборник шведской пауэр-метал-группы HammerFall, выпущенный в 2007 году на двух CD и включивший в себя самые популярные композиции за десять лет существования группы. Кроме того, в сборник вошли три новые композиции и обновлённая версия песни «Hammerfall».

## Описание
Сборник, распространяемый на двух CD, был приурочен к десятилетию группы HammerFall и включает самые популярные композиции из всех шести альбомов, выпущенных группой за десять лет. Кроме того, было записано три новых трека: вступительная композиция «The Abyss», а также песни «Last Man Standing» и «Restless Soul». Помимо них в сборник вошла перезаписанная и обновлённая версия композиции «Hammerfall» с дебютного альбома 1997 года.
Песня «Last Man Standing» была выпущена в качестве сингла.

## Критика
Баз Андерсон в рецензии на сайте Metal Storm поставил альбому 8,5 баллов из 10 и написал: «если вы хорошо знаете HammerFall и у вас есть все их альбомы, то данный сборник подойдёт только безумным, преданным фанатам группы; однако если вы знаете группу не так хорошо, … Steel Meets Steel — Ten Years Of Glory дадут вам на пробу неплохую репрезентативную подборку лучшего из того, что может предложить HammerFall». Он также отметил отсутствие у альбома проблем со звуком, которые часто наблюдаются у сборников песен с разных альбомов с разными продюсерами, и назвал Steel Meets Steel — Ten Years Of Glory хорошим альбомом для того, чтобы начать знакомство с творчеством группы.
Чи Кам из Puregrainaudio поставил альбому 7 баллов из 10, написав: «что делает этот релиз по-настоящему годным — так это чёткое отражение эволюции композиторов HammerFall».

## Список композиций

### CD1
1. The Abyss — 02:13
2. Last Man Standing — 04:30
3. Hammerfall v2.0.07 — 04:46
4. The Dragon Lies Bleeding — 04:22
5. Steel Meets Steel — 04:00
6. Glory To The Brave — 07:19
7. Heeding The Call — 04:30
8. At The End Of The Rainbow — 04:06
9. Legacy Of Kings — 04:12
10. Let The Hammer Fall — 05:52
11. Templars Of Steel — 05:26
12. Renegade — 04:22
13. Always Will Be — 04:51
14. Keep The Flame Burning — 04:40
15. Riders Of The Storm — 04:33

### CD2
1. Hearts On Fire — 03:51
2. Crimson Thunder — 05:04
3. Hero’s Return — 05:21
4. Blood Bound — 03:48
5. Secrets — 06:06
6. Fury Of The Wild — 04:44
7. Never, Ever — 04:06
8. Threshold — 04:44
9. Natural High — 04:15
10. Dark Wings, Dark Words — 05:02
11. The Fire Burns Forever — 03:21
12. Restless Soul — 05:28
13. The Metal Age (Live) — 04:24
14. Stone Cold (Live) — 07:00

## Состав группы
- Йоаким Канс — вокал
- Оскар Дроньяк — гитары, бэк-вокал, клавишные, тамбурин
- Стефан Эльмгрен — гитары (соло, ритм, акустическая и 12-струнная), бэк-вокал
- Фредерик Ларссон — бас-гитара
- Андерс Йоханссон — ударные